# San Bernardo alle Terme Diocleziane (titolo cardinalizio)
San Bernardo alle Terme Diocleziane (in latino: Titulus Sancti Bernardi ad Thermas) è un titolo cardinalizio istituito da papa Clemente X il 19 maggio 1670, in sostituzione della diaconia di San Salvatore in Lauro. Il titolo insiste sulla chiesa di San Bernardo alle Terme, la quale fu costruita nel 1598 in una rotonda delle Terme di Diocleziano e fu affidata ai Cistercensi francesi. Le spese per la sua costruzione furono sostenute da Caterina Nobili Sforza, una nipote di papa Giulio III. Attualmente la chiesa è retta dai Cistercensi della Congregazione di San Bernardo.
Dal 18 febbraio 2012 il titolare è il cardinale George Alencherry, arcivescovo maggiore emerito di Ernakulam-Angamaly dei siro-malabaresi.

## Titolari
Si omettono i periodi di titolo vacante non superiori ai 2 anni o non storicamente accertati.
- Giovanni Bona, O.Cist. (19 maggio 1670 - 28 ottobre 1674 deceduto)
- Galeazzo Marescotti (23 marzo 1676 - 22 settembre 1681 nominato cardinale presbitero dei Santi Quirico e Giulitta)
  - Titolo vacante (1681 - 1690)
- Giovanni Battista Costaguti (10 aprile 1690 - 12 novembre 1691 nominato cardinale presbitero di Sant'Anastasia)
- Urbano Sacchetti (22 dicembre 1693 - 14 gennaio 1704 nominato cardinale presbitero di Santa Maria in Trastevere)
- Lorenzo Casoni (25 giugno 1706 - 21 gennaio 1715 nominato cardinale presbitero di San Pietro in Vincoli)
- Francesco Barberini (6 maggio 1715 - 11 maggio 1718 nominato cardinale presbitero di Santa Prassede)
  - Titolo vacante (1718 - 1721)
- Bernardo Maria Conti, O.S.B. (16 luglio 1721 - 23 aprile 1730 deceduto)
- Henry Thiard de Bissy (14 agosto 1730 - 26 luglio 1737 deceduto)
  - Titolo vacante (1737 - 1738)
- Domenico Passionei (23 luglio 1738 - 17 febbraio 1755 nominato cardinale presbitero di Santa Prassede); in commendam (17 febbraio 1755 - 5 luglio 1761 deceduto)
- Ignazio Michele Crivelli (17 agosto 1761 - 29 febbraio 1768 deceduto)
  - Titolo vacante (1768 - 1773)
- Gennaro Antonio de Simone (19 aprile 1773 - 16 dicembre 1780 deceduto)
  - Titolo vacante (1780 - 1783)
- Giuseppe Maria Capece Zurlo (17 febbraio 1783 - 31 dicembre 1801 deceduto)
  - Titolo vacante (1801 - 1804)
- Carlo Oppizzoni (28 maggio 1804 - 8 luglio 1839 nominato cardinale presbitero di San Lorenzo in Lucina)
- Filippo de Angelis (11 luglio 1839 - 20 settembre 1867 nominato cardinale presbitero di San Lorenzo in Lucina)
  - Titolo vacante (1867 - 1875)
- Victor-Auguste-Isidore Dechamps, C.SS.R. (31 marzo 1875 - 29 settembre 1883)
  - Titolo vacante (1883 - 1885)
- Francesco Battaglini (30 luglio 1885 - 8 luglio 1892 deceduto)
  - Titolo vacante (1892 - 1893)
- Giuseppe Melchiorre Sarto (15 giugno 1893 - 4 agosto 1903 eletto papa con il nome di Pio X)
- Emidio Taliani (12 novembre 1903 - 24 agosto 1907 deceduto)
- Pietro Gasparri (19 dicembre 1907 - 22 gennaio 1915 nominato cardinale presbitero di San Lorenzo in Lucina); in commendam (22 gennaio 1915 - 9 novembre 1915)
- Giovanni Cagliero, S.D.B. (9 dicembre 1915 - 16 dicembre 1920 nominato cardinale vescovo di Frascati)
  - Titolo vacante (1920 - 1923)
- Achille Locatelli (25 maggio 1923 - 5 aprile 1935 deceduto)
- Alfred-Henri-Marie Baudrillart (19 dicembre 1935 - 19 maggio 1942 deceduto)
  - Titolo vacante (1942 - 1946)
- Clemens August von Galen (22 febbraio 1946 - 22 marzo 1946 deceduto)
  - Titolo vacante (1946 - 1953)
- Georges-François-Xavier-Marie Grente (15 gennaio 1953 - 5 maggio 1959 deceduto)
- Aloysius Joseph Muench (17 dicembre 1959 - 15 febbraio 1962 deceduto)
- Raúl Silva Henríquez, S.D.B. (22 marzo 1962 - 9 aprile 1999 deceduto)
- Varkey Vithayathil, C.SS.R. (21 febbraio 2001 - 1º aprile 2011 deceduto)
- George Alencherry, dal 18 febbraio 2012